# UCI女子ロードワールドカップ
UCI女子ロードワールドカップ（ユーシーアイじょしロードワールドカップ）は、1998年より創設された、女子自転車競技ロードレースの年間シリーズ戦。主催は国際自転車競技連合（UCI）。全てワンデイレースで行われる。2016年からUCI女子ワールドツアーに移行した。

## 歴代総合優勝者
| 年度   | 優勝者                         | 国籍           |
| ------ | ------------------------------ | -------------- |
| 1998年 | ディアナ・ジリウーテー         | リトアニア     |
| 1999年 | アンナ・ウィルソン             | オーストラリア |
| 2000年 | ディアナ・ジリウーテー         | リトアニア     |
| 2001年 | アンナ・ミルウォード           | オーストラリア |
| 2002年 | ペトラ・ロスナー               | ドイツ         |
| 2003年 | ニコール・クック               | イギリス       |
| 2004年 | オエノーネ・ウッド             | オーストラリア |
| 2005年 | オエノーネ・ウッド             | オーストラリア |
| 2006年 | ニコール・クック               | イギリス       |
| 2007年 | マリアンヌ・フォス             | オランダ       |
| 2008年 | ユーディト・アルント           | ドイツ         |
| 2009年 | マリアンヌ・フォス             | オランダ       |
| 2010年 | マリアンヌ・フォス             | オランダ       |
| 2011年 | アネミック・ファン・フルーテン | オランダ       |
| 2012年 | マリアンヌ・フォス             | オランダ       |
| 2013年 | マリアンヌ・フォス             | オランダ       |
| 2014年 | エリザベス・アーミステッド     | アメリカ合衆国 |
| 2015年 | エリザベス・アーミステッド     | アメリカ合衆国 |